# Ciclismo ai Giochi della XXXIII Olimpiade - Cross country maschile
La gara di cross country maschile dei Giochi della XXXIII Olimpiade si è svolta il 29 luglio 2024 su un percorso di 30,8 km sulla collina d'Élancourt, a una trentina di chilometri da Parigi.

## Programma
Tutti gli orari sono UTC+1
| Data                   | Ora   | Turno  |
| ---------------------- | ----- | ------ |
| Lunedì, 29 luglio 2024 | 14:10 | Finale |

## Percorso
Le gare si svolgeranno sulla collina artificiale di Élancourt, negli Yvelines, a circa 30 km a sud-ovest di Parigi. Si tratta di un'antica discarica (fino alla sua chiusura nel 1975) che, con i suoi 231 metri di altezza, è il punto più alto della regione dell'Île-de-France.
I ciclisti affronteranno un percorso di 30,8 km ; il tracciato è lungo 4.350 chilometri con un dislivello di 100 m al giro, che verrà ripetuto 7 volte.

## Squadre e corridori partecipanti
Alla competizione hanno partecipato 36 ciclisti di 28 nazioni. Le prime otto nazioni del ranking UCI di cross country hanno schierato due atleti, le nazioni dalla nona alla diciannovesima posizione un'atleta, come anche le altre sette nazioni in gara.

## Risultati
Classifica
| Pos. | N. gara | Ciclista             | Nazione       | Tempo    | Distacco |
| ---- | ------- | -------------------- | ------------- | -------- | -------- |
|      | 1       | Thomas Pidcock       | Gran Bretagna | 1h26'22" |          |
|      | 2       | Victor Koretzky      | Francia       | 1h26'31" | a 0'09"  |
|      | 5       | Alan Hatherly        | Sudafrica     | 1h26'33" | a 0'11"  |
| 4    | 10      | Luca Braidot         | Italia        | 1h26'56" | a 0'34"  |
| 5    | 3       | Mathias Flückiger    | Svizzera      | 1h27'42" | a 1'20"  |
| 6    | 15      | Samuel Gaze          | Nuova Zelanda | 1h28'03" | a 1'41"  |
| 7    | 7       | Riley Amos           | Stati Uniti   | 1h28'08" | a 1'46"  |
| 8    | 14      | Charlie Aldridge     | Gran Bretagna | 1h28'32" | a 2'10"  |
| 9    | 4       | Nino Schurter        | Svizzera      | 1h28'44" | a 2'22"  |
| 10   | 23      | David Valero         | Spagna        | 1h28'49" | a 2'27"  |
| 11   | 13      | Martín Vidaurre      | Cile          | 1h29'00" | a 2'38"  |
| 12   | 11      | Simon Andreassen     | Danimarca     | 1h29'05" | a 2'43"  |
| 13   | 9       | Christopher Blevins  | Stati Uniti   | 1h29'06" | a 2'44"  |
| 14   | 6       | Jordan Sarrou        | Francia       | 1h29'08" | a 2'46"  |
| 15   | 19      | Julian Schelb        | Germania      | 1h29'08" | a 2'46"  |
| 16   | 8       | Luca Schwarzbauer    | Germania      | 1h29'10" | a 2'48"  |
| 17   | 16      | Mārtiņš Blūms        | Lettonia      | 1h29'11" | a 2'49"  |
| 18   | 20      | Pierre de Froidmont  | Belgio        | 1h30'21" | a 3'59"  |
| 19   | 17      | Simone Avondetto     | Italia        | 1h30'52" | a 4'30"  |
| 20   | 28      | Knut Roehme          | Norvegia      | 1h30'55" | a 4'33"  |
| 21   | 21      | Ulan Bastos Galinski | Brasile       | 1h30'55" | a 4'33"  |
| 22   | 24      | Maximilian Foidl     | Austria       | 1h31'26" | a 5'04"  |
| 23   | 30      | Adair Gutiérrez      | Messico       | 1h31'42" | a 5'20"  |
| 24   | 12      | Jofre Cullell        | Spagna        | 1h32'13" | a 5'51"  |
| 25   | 22      | Ondřej Cink          | Rep. Ceca     | 1h32'28" | a 6'06"  |
| 26   | 18      | Jens Schuermans      | Belgio        | 1h33'29" | a 7'07"  |
| 27   | 29      | Krzysztof Łukasik    | Polonia       | 1h33'55" | a 7'33"  |
| 28   | 35      | Romano Püntener      | Liechtenstein | 1h34'33" | a 8'11"  |
| 29   | 26      | Tomer Zaltsman       | Israele       | 1h34'47" | a 8'25"  |
| 30   | 25      | Gunnar Holmgren      | Canada        | 1h34'57" | a 8'35"  |
| 31   | 31      | Diego Arias          | Colombia      | 1h35'13" | a 8'51"  |
| 32   | 27      | Oleksandr Hudyma     | Ucraina       |          |          |
| 33   | 34      | Jiujiang Mi          | Cina          |          |          |
| 34   | 33      | Ede-Károly Molnár    | Romania       |          |          |
| Rit. | 32      | Alex Miller          | Namibia       | dnf      | dnf      |
| Rit. | 36      | Joni Savaste         | Finlandia     | dnf      | dnf      |